# 15 (numero)
Quindici (cf. latino quindecim, greco πεντεκαίδεκα) è il numero naturale che segue il 14 e precede il 16.

## Proprietà matematiche
- È un numero dispari.

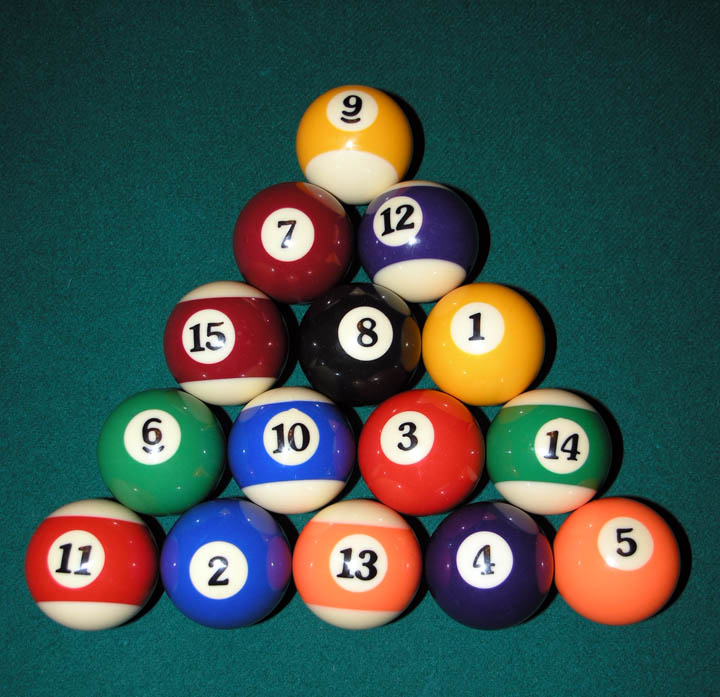
Le quindici palle del biliardo

- È un numero composto e ha i seguenti quattro divisori: 1, 3, 5 e 15. Poiché la somma dei divisori (escluso il numero stesso) è 9 < 15 è un numero difettivo.
- È un numero semiprimo.
- È un numero omirpimes.
- Un numero è divisibile per 15 se e solo se è divisibile sia per tre sia per cinque.
- È un numero triangolare e un numero esagonale. La prima di queste due caratteristiche è sfruttata dal gioco del biliardo americano ("palla 8"), che prevede di disporre, all'avvio, quindici palle in un triangolo.
- È un numero pentatopico.
- Insieme a 21 forma la più piccola coppia di numeri triangolari la cui differenza e somma (6 e 36) sono anche triangolari. Le coppie successive che hanno la stessa proprietà sono 780 e 990, 1.747.515 e 2.185.095.
- È un numero perfetto totiente.
- È un numero idoneo.
- È un numero fortunato.
- In base 10, è divisibile per il prodotto delle sue cifre.
- È la costante di magia di un quadrato magico 3 x 3:

| 8 | 1 | 6 |
| 3 | 5 | 7 |
| 4 | 9 | 2 |

- È la sommatoria di 1+2+3+4+5=15.
- È uguale a 20+21+22+23=15.
- È la somma di tre numeri primi consecutivi: 15 = 3 + 5 + 7.
- È un numero della Successione Tetranacci.
- È parte delle terne pitagoriche (8, 15, 17), (9, 12, 15), (15, 20, 25), (15, 36, 39), (15, 112, 113) ed è il più piccolo numero naturale appartenente a cinque terne.
- È un numero palindromo a cifra ripetuta nel sistema numerico binario e un numero a cifra ripetuta nel sistema di numerazione posizionale a base 4 (33).
- È un numero intero privo di quadrati.
- È un numero congruente.

## Chimica
- 15 è il numero atomico del fosforo (P).

## Astronomia
- 15P/Finlay è una cometa periodica del sistema solare.
- 15 Eunomia è il nome di un asteroide battezzato così in onore di Eunomia, una delle Ore.
- M 15 è un ammasso globulare situato nella costellazione di Pegaso.
- NGC 15 è una galassia spirale della costellazione di Pegaso.

## Astronautica
- Cosmos 15 è un satellite artificiale russo.

## Simbologia

### Religione
- Nella grafia ebraica il 15 è scritto ט״ו, con l'uso delle lettere ט ṭet e ו waw, di valore numerico rispettivamente di 9 e 6, contrariamente al resto dei numeri della seconda decina, che sono scritti con י yod (10) + א aleph (1), ב bet (2), eccetera. Questo è dovuto al fatto che la lettera corrispondente a 5 è ה he, il che darebbe luogo alla grafia di una forma abbreviata del nome di Dio.

### Cabala
- 15 è la somma delle lettere che formano la parola ebraica hod la gloria,הוד, che è l'ottava sephirot.

### Smorfia
- Nella smorfia il numero 15 è il ragazzo.

## Convenzioni

### Sport
- Il rugby a 15 è così detto perché tale è il numero di giocatori schierabili.

## Televisione
- È uno dei numeri che fa parte della sequenza numerica dell'immaginaria equazione di Valenzetti, che gioca un ruolo molto importante nel serial televisivo Lost.

## Musica
- 15 è il titolo del terzo album del gruppo hard rock statunitense Buckcherry, il primo dopo la reunion del 2005.

## Termini derivati
- I Quindici, enciclopedia per ragazzi
- Gioco del quindici